# آرثر بريغز
آرثر بريغز (بالإنجليزية: Arthur Briggs)‏ هو عازف جاز أمريكي، ولد في 9 أبريل 1899 في غرينادا ‏ في غرينادا، وتوفي في 15 يوليو 1991 في باريس في فرنسا.

## وصلات خارجية
- آرثر بريغز على موقع ميوزك برينز (الإنجليزية)
- آرثر بريغز على موقع أول ميوزيك (الإنجليزية)
- آرثر بريغز على موقع ديسكوغز (الإنجليزية)